# Botens sakrament

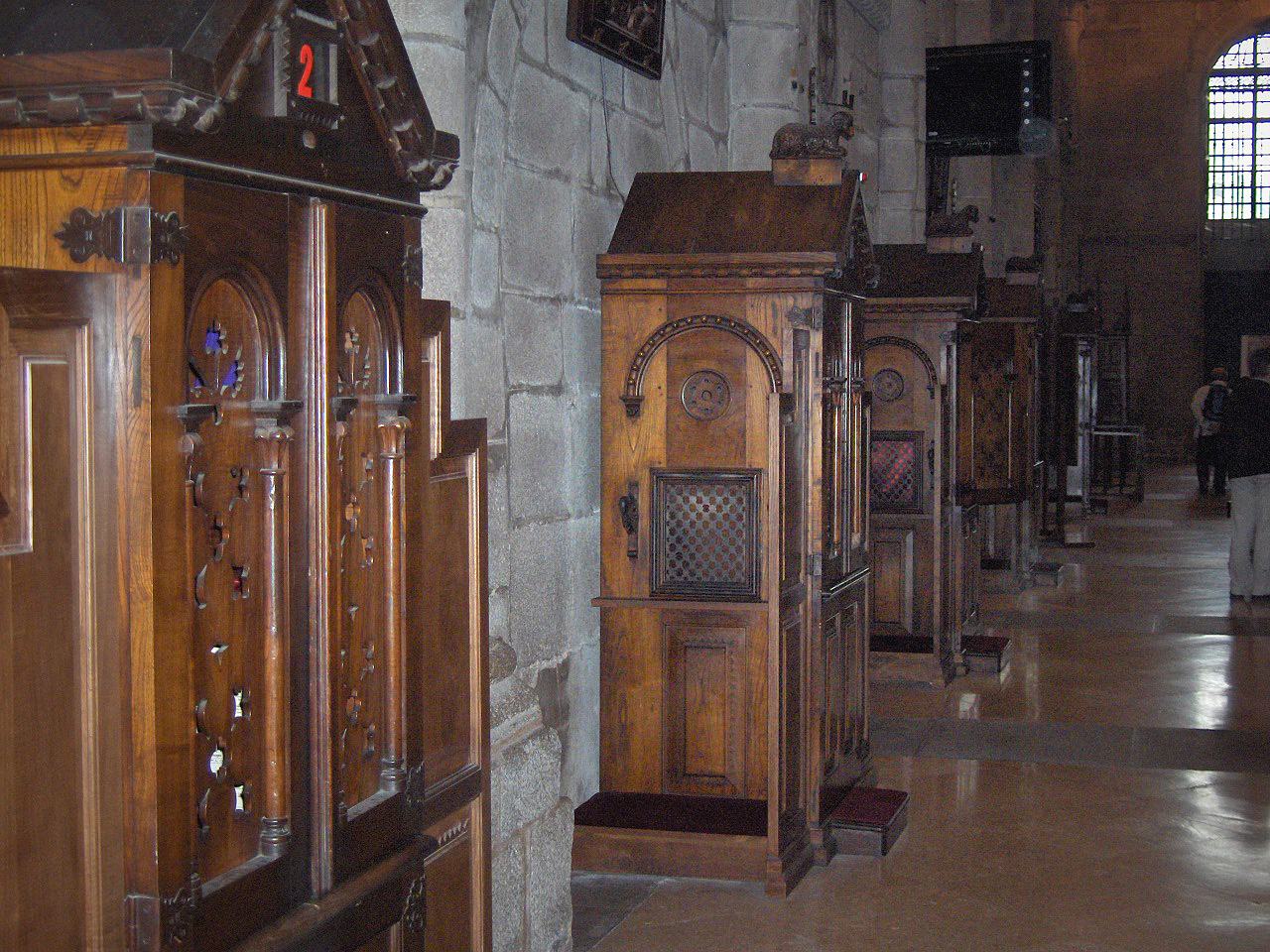
En rad med biktstolar i katedralen i Santiago de Compostela. I sådana biktstolar, där biktfadern och den som biktar sig sitter åtskilda från varandra, sker bikten i den Katolska kyrkan.

Botens sakrament är en rituell handling av botgöring i katolicismen, genom vilken någon visar sin ånger, bekänner sina synder, tar emot Guds förlåtelse och gottgör vad vederbörande har brutit. Boten är till för de kristna, som blivit döpta, för att ge nåden nytt liv åt dem som uppriktigt ångrar sig och omvänt sig till Kristus efter en begången synd. Sakramentet kan också kallas försoningens, förlåtelsens, biktens eller omvändelsens sakrament. Botens dag är fredagen.
Det bibliska underlaget till sakramentet finns i Johannesevangeliet 20:22-23, där det berättas att den uppståndne Jesus sade till sina apostlar: ”Ta emot den Helige Ande. Om ni förlåter någon hans synder, så är de förlåtna, och om ni binder någon i hans synder, så är han bunden”. Eftersom människan anses vara benägen till synd genom sin svaga natur och hänfallenhet för begärelsen, finns detta sakrament för dem som döpts, om de omvänt sig. Boten utvecklades i den kristna kyrkan till en särskild handling, varigenom svåra syndare återupptogs i församlingens gemenskap. Det särskilda tillfället för detta var fastetiden med skärtorsdagen som avslutning. Under medeltiden utvecklades sedan den individuella bikten.
Inom den Katolska och den Ortodoxa kyrkan är boten ett sakrament. Inom lutherdomen har boten intagit en odefinierad ställning. Inom Svenska kyrkan finns både det allmänna och det enskilda skriftermålet med avlösning.

## Katolska kyrkans botgöring
Katolska kyrkans bot innefattar att syndaren gör en inre botgöring, vilket innebär att människan med hjälp av den Helige ande efter samvetsrannsakan uppriktigt känner ånger och smärta över handlingen, har föresatt sig att aldrig mer göra om det onda, och ärligt vill försonas med Kristus. Förutom sinnelaget botgörs synden genom till exempel fasta, bön, pilgrimsfärder och allmosor, i synnerhet under fastan och på fredagar. Synden skall biktas för en präst (en biktfader) genom att människan inför denne anklagar sig själv för de synder hon har begått. Prästen avgör hur boten ska ske, och sedan människan gottgjort sin synd meddelar prästen syndernas förlåtelse och ger avlösning. Bikt måste ske minst en gång om året, och alltid innan man tar nattvard om man har gjort sig skyldig till en dödssynd. Om synden är så svår att den lett till bannlysning kan bara Heliga stolen eller en biskop ge avlösning. Boten kan ske genom avlat.